# Чемпіонат Туру WTA 2007
Чемпіонат Туру WTA 2007, офіційно Sony Ericsson Championships, - жіночий тенісний турнір, що відбувся в Мадриді (Іспанія) з 6 до 11 листопада 2007 року. Це був 37-й за ліком підсумковий турнір сезону в одиночному розряді і 32-й - у парному. 8 гравчинь в одиночному розряді й 4 пари змагалися на кортах Casa de Campo на Madrid Arena.
Починаючи з 2005 року головним спонсором турніру був Sony Mobile Communications, і вдруге завершальний турнір у сезоні Sony Ericsson WTA Tour відбувся в Іспанії.
Бельгійка Жустін Енен виграла свій другий турнір підряд і здобула $1 млн., у фіналі перемігши Марію Шарапову в трьох сетах. Кара Блек і Лізель Губер виграли титул у парному розряді, у фіналі перемігши Ай Суґіяму і Катарину Среботнік.

## Кваліфікація

### Одиночний розряд
| Кваліфікантки в одиночному розряді(29 жовтня 2007) | Кваліфікантки в одиночному розряді(29 жовтня 2007) | Кваліфікантки в одиночному розряді(29 жовтня 2007) | Кваліфікантки в одиночному розряді(29 жовтня 2007) | Кваліфікантки в одиночному розряді(29 жовтня 2007) |
| Місце                                              | Ім'я                                               | Очки                                               | Турніри                                            |                                                    |
| -------------------------------------------------- | -------------------------------------------------- | -------------------------------------------------- | -------------------------------------------------- | -------------------------------------------------- |
| 1                                                  | Жустін Енен (BEL)                                  | 5,405                                              | 13                                                 |                                                    |
| 2                                                  | Світлана Кузнецова (RUS)                           | 3,690                                              | 18                                                 |                                                    |
| 3                                                  | Єлена Янкович (SRB)                                | 3,475                                              | 27                                                 |                                                    |
| 4                                                  | Ана Іванович (SRB)                                 | 3,161                                              | 19                                                 |                                                    |
| 5                                                  | Серена Вільямс (USA)                               | 2,767                                              | 11                                                 |                                                    |
| 6                                                  | Анна Чакветадзе (RUS)                              | 2,660                                              | 21                                                 |                                                    |
| 7                                                  | Вінус Вільямс (USA)                                | 2,470                                              | 13                                                 |                                                    |
| 8                                                  | Марія Шарапова (RUS)                               | 2,431                                              | 12                                                 |                                                    |
| 9                                                  | Даніела Гантухова (SVK)                            | 2,242                                              | 26                                                 |                                                    |

### Парний розряд
| Кваліфікантки в парному розряді(22 жовтня 2007) | Кваліфікантки в парному розряді(22 жовтня 2007) | Кваліфікантки в парному розряді(22 жовтня 2007) | Кваліфікантки в парному розряді(22 жовтня 2007) | Кваліфікантки в парному розряді(22 жовтня 2007) |
| Місце                                           | Ім'я                                            | Очки                                            | Турніри                                         |                                                 |
| ----------------------------------------------- | ----------------------------------------------- | ----------------------------------------------- | ----------------------------------------------- | ----------------------------------------------- |
| 1                                               | Кара Блек (ZIM) і Лізель Губер (USA)            | 6,375                                           | 21                                              |                                                 |
| 2                                               | Ліза Реймонд (USA) і Саманта Стосур (AUS)       | 3,628                                           | 13                                              |                                                 |
| 3                                               | Чжань Юнжань (TPE) і Чжуан Цзяжун (TPE)         | 3,146                                           | 13                                              |                                                 |
| 4                                               | Ай Суґіяма (JPN) і Катарина Среботнік (SLO)     | 2,622                                           | 10                                              |                                                 |
| 5                                               | Квета Пешке (CZE) і Ренне Стаббс (AUS)          | 2,537                                           | 13                                              |                                                 |

## Призовий фонд і очки
Починаючи з Туру WTA 2001 загальний призовий фонд Sony Ericsson Championships становив 3 млн. доларів США.
| Етап                            | Одиночний розряд | Парний розряд1 | Очки |
| ------------------------------- | ---------------- | -------------- | ---- |
| Чемпіонка(и)                    | $1,000,000       | $250,000       | 750  |
| Фіналістка(и)                   | $500,000         | $125,000       | 525  |
| Півфіналістки                   | $250,000         | $62,500        | 335  |
| 3-тє місце в круговому турнірі2 | $130,000         | -              | 185  |
| 4-те місце в круговому турнірі  | $100,000         | -              | 105  |
| Запасні                         | $20,000          | -              | 0    |

- 1 В парному розряді грошовий приз спільний на пару.

## Шлях до Чемпіонату

### Одиночний розряд
- Гравчині на  золотому  тлі кваліфікувалися на турнір.
- Гравчині на  брунатному  тлі кваліфікувалися, але відмовилися від участі.
- Блакитним  показано запасних гравчинь.

| Місце | Гравчиня           | Обов'язкові турніри | Обов'язкові турніри | Обов'язкові турніри | Обов'язкові турніри | Обов'язкові турніри | Найкращі результати на інших турнірах | Найкращі результати на інших турнірах | Найкращі результати на інших турнірах | Найкращі результати на інших турнірах | Найкращі результати на інших турнірах | Найкращі результати на інших турнірах | Найкращі результати на інших турнірах | Найкращі результати на інших турнірах | Найкращі результати на інших турнірах | Найкращі результати на інших турнірах | Найкращі результати на інших турнірах | Найкращі результати на інших турнірах | Загалом очок | Турнірів |
| ----- | ------------------ | ------------------- | ------------------- | ------------------- | ------------------- | ------------------- | ------------------------------------- | ------------------------------------- | ------------------------------------- | ------------------------------------- | ------------------------------------- | ------------------------------------- | ------------------------------------- | ------------------------------------- | ------------------------------------- | ------------------------------------- | ------------------------------------- | ------------------------------------- | ------------ | -------- |
| Місце | Гравчиня           | AUS                 | FRA                 | WIM                 | USO                 | MIA                 | 1                                     | 2                                     | 3                                     | 4                                     | 5                                     | 6                                     | 7                                     | 8                                     | 9                                     | 10                                    | 11                                    | 12                                    | Загалом очок | Турнірів |
| 1     | Жустін Енен        | A 0                 | П 1000              | ПФ 450              | П 1000              | Ф 350               | П 430                                 | П 430                                 | П 300                                 | П 300                                 | П 275                                 | П 275                                 | П 275                                 | ПФ 195                                | ПФ 125                                |                                       |                                       |                                       | 5,405        | 13       |
| 2     | Світлана Кузнецова | 1/8Ф 140            | ЧФ 250              | ЧФ 250              | Ф 700               | 1/8Ф 70             | Ф 325                                 | Ф 300                                 | Ф 300                                 | П 275                                 | ПФ 195                                | Ф 190                                 | ПФ 140                                | ПФ 140                                | ПФ 125                                | ЧФ 110                                | ЧФ 110                                | ЧФ 70                                 | 3,690        | 18       |
| 3     | Єлена Янкович      | 1/8Ф 140            | ПФ 450              | 1/8Ф 140            | ЧФ 250              | 1/16Ф 45            | П 430                                 | П 430                                 | Ф 300                                 | Ф 190                                 | Ф 190                                 | П 140                                 | ПФ 140                                | ПФ 140                                | ПФ 125                                | ПФ 125                                | ПФ 125                                | П 115                                 | 3,475        | 28       |
| 4     | Ана Іванович       | 1/16Ф 90            | Ф 700               | ПФ 450              | 1/8Ф 140            | 1/32Ф 1             | П 430                                 | Ф 300                                 | П 275                                 | П 275                                 | ПФ 125                                | ЧФ 70                                 | ЧФ 70                                 | 1/8Ф 65                               | 1/8Ф 60                               | 1/8Ф 40                               | ЧФ 35                                 | ЧФ 35                                 | 3,161        | 19       |
| 5     | Серена Вільямс     | П 1000              | ЧФ 250              | ЧФ 250              | ЧФ 250              | П 500               | Ф 300                                 | ЧФ 110                                | 1/16Ф 1                               | ЧФ 75                                 | ЧФ 30                                 | 1/16Ф 1                               |                                       |                                       |                                       |                                       |                                       |                                       | 2,767        | 11       |
| 6     | Анна Чакветадзе    | ЧФ 250              | ЧФ 250              | 1/16Ф 90            | ПФ 450              | ПФ 225              | П 275                                 | ПФ 195                                | П 140                                 | П 140                                 | ПФ 125                                | П 115                                 | ЧФ 70                                 | ЧФ 70                                 | ЧФ 70                                 | ЧФ 70                                 | 1/8Ф 65                               | 1/8Ф 60                               | 2,660        | 21       |
| 7     | Вінус Вільямс      | A 0                 | 1/16Ф 90            | П 1000              | ПФ 450              | 1/16Ф 45            | ПФ 195                                | П 140                                 | П 115                                 | SDQF 110                              | Ф 100                                 | ЧФ 70                                 | ЧФ 70                                 | ПФ 65                                 | 1/8Ф 20                               |                                       |                                       |                                       | 2,470        | 14       |
| 8     | Марія Шарапова     | Ф 700               | ПФ 450              | 1/8Ф 140            | 1/16Ф 90            | 1/8Ф 70             | П 430                                 | ПФ 195                                | ПФ 125                                | Ф 100                                 | ПФ 65                                 | 1/8Ф 65                               | 1/8Ф 1                                |                                       |                                       |                                       |                                       |                                       | 2,431        | 12       |
| 9     | Даніела Гантухова  | 1/8Ф 140            | 1/16Ф 90            | 1/8Ф 140            | 1/64Ф 2             | 1/16Ф 45            | П 465                                 | П 275                                 | ПФ 195                                | Ф 190                                 | ПФ 125                                | ПФ 125                                | Ф 115                                 | ЧФ 75                                 | ЧФ 70                                 | ПФ 65                                 | ПФ 65                                 | 1/8Ф 60                               | 2,242        | 26       |
| 10    | Маріон Бартолі     | 1/32Ф 60            | 1/8Ф 140            | Ф 700               | 1/8Ф 140            | 1/32Ф 1             | ПФ 125                                | ПФ 125                                | ПФ 125                                | ЧФ 110                                | ЧФ 110                                | Ф 80                                  | ЧФ 70                                 | ПФ 65                                 | ПФ 65                                 | 1/8Ф 65                               | 1/8Ф 60                               | 1/8Ф 60                               | 2,101        | 30       |
| 11    | Олена Дементьєва   | 1/8Ф 140            | 1/16Ф 90            | 1/16Ф 90            | 1/16Ф 90            | A 0                 | П 430                                 | TOKSF 195                             | ПФ 195                                | П 140                                 | ПФ 125                                | ЧФ 110                                | ЧФ 75                                 | ЧФ 70                                 | ЧФ 70                                 | ЧФ 70                                 | 1/8Ф 60                               | 1/8Ф 35                               | 1,985        | 21       |

## Результати

### Одиночний розряд
Жустін Енен —  Марія Шарапова, 5–7, 7–5, 6–3.

### Парний розряд
Кара Блек /  Лізель Губер —  Катарина Среботнік /  Ай Суґіяма, 5–7, 6–3, [10–8].